# دیلتسه
دیلتسه (به چکی: Dílce) یک منطقهٔ مسکونی در جمهوری چک است که در شهرستان ییچین واقع شده‌است. دیلتسه ۵۳ نفر جمعیت دارد.